# Вол Лејн (Аризона)
Вол Лејн (енгл. Wall Lane) насељено је место без административног статуса у америчкој савезној држави Аризона.

## Демографија
По попису из 2010. године број становника је 415.
| Група             | 2000.    | 2010.       |
| Белци             | 0 (0,0%) | 68 (16,4%)  |
| Афроамериканци    | 0 (0,0%) | 2 (0,5%)    |
| Азијати           | 0 (0,0%) | 12 (2,9%)   |
| Хиспаноамериканци | 0 (0,0%) | 345 (83,1%) |
| Укупно            | 0        | 415         |